# 2021
2021 (MMXXI) е обикновена година, започваща в петък според григорианския календар. Тя е 2021-вата година от новата ера, двадесет и първата от третото хилядолетие и втората от 2020-те.
Организацията на обединените нации обяви 2021 г. за Международна година на мира и доверието, Международна година на творческата икономика за устойчиво развитие, Международна година на плодовете и зеленчуците и Международна година за премахване на детски труд.
Европейската комисия обявява 2021 г. за Европейска година на железопътния транспорт.
През 2021 г. е планирано да се проведат повечето големи събития, които първоначално са насрочени за 2020 г., като Евровизия, Европейското първенство по футбол 2020, Летните олимпийски игри 2020 и Експо 2020, но са отложени или отменени поради пандемията от COVID-19.
Съответства на:
- 1470 година по Арменския календар
- 7529 година по Прабългарския календар
- 6772 година по Асирийския календар
- 2972 година по Берберския календар
- 1383 година по Бирманския календар
- 2565 година по Будисткия календар
- 5781 – 5782 година по Еврейския календар
- 2013 – 2014 година по Етиопския календар
- 1399 – 1400 година по Иранския календар
- 1442 – 1443 година по Ислямския календар
- 4717 – 4718 година по Китайския календар
- 1737 – 1738 година по Коптския календар
- 4354 година по Корейския календар
- 2774 години от основаването на Рим
- 2564 година по Тайландския слънчев календар
- 110 година по Чучхе календара

## Събития

### Януари
- 9 януари – Самолетът при полет 182 на „Шривиджая Еър“ се разбива близо да Джакарта, Индонезия и убива всички 62 души на борда.
- 20 януари – Джо Байдън встъпва в длъжност като президент на САЩ

### Април
- 4 април – Състоят се парламентарни избори в България.

### Юни
- 11 юни – 11 юли – провежда се 16-ото Европейско първенство по футбол

### Юли
- 11 юли – парламентарни избори в България
- 23 юли – 8 август – провеждат се Летни олимпийски игри 2020 в Токио

### Август
- 15 август – Война в Афганистан (2001 – 2021): Талибаните превземат Кабул, с което властта над страната отново преминава в техни ръце

### Септември
- 7 септември – 10 октомври – Преброяване 2021[7]

### Октомври
- 9 октомври – Австрийския Канцлер Себастиан Курц подава оставка.
- 10 октомври – предложеният от Курц нов Канцлер Александер Шаленберг встъпва в длъжност.

### Ноември
- 14 ноември
  - парламентарни избори в България
  - президентски избори в България
- 23 ноември – Автобус катастрофира на АМ Струма. Жертвите са 45 души, 7 души са ранени. Автобусът е с македонски туристи, пътували от Истанбул за Скопие.
- 30 ноември – Барбадос се обявява за република.

## Починали

### Януари
- 1 януари – Карлос до Кармо, португалски певец (* 1939 г.)
- 2 януари
  - Модибо Кейта, бивш министър-председател на Мали (* 1942 г.)
  - Пол Уестфал, баскетболист и треньор (* 1950 г.)
- 3 януари – Джери Марсдън, английски музикант (* 1942 г.)
- 4 януари – Мартинус Велтман, нидерландски физик (* 1931 г.)
- 5 януари
  - Михаил Желев, български лекоатлет (* 1943 г.)
  - Колин Бел, английски футболист (* 1946 г.)
- 6 януари – Филип Трифонов, български актьор (* 1947 г.)
- 7 януари – Томи Ласорда, американски бейзболист и треньор (* 1927 г.)
- 8 януари – Христо Черняев, български писател (* 1930 г.)
- 12 януари – Цветан Марангозов, български писател и драматург (* 1933 г.)
- 15 януари – Хуан Карлос Копес, аржентински хореограф (* 1931 г.)
- 20 януари – Мира Фурлан, хърватска актриса (* 1955 г.)
- 21 януари
  - Натали Делон, френска актриса (* 1941 г.)
  - Леон Леви, български философ (* 1928 г.)
- 22 януари – Ханк Аарон, американски бейзболист (* 1934 г.)
- 23 януари
  - Лари Кинг, американски журналист (* 1933 г.)
  - Алберто Грималди, италиански продуцент (* 1925 г.)
  - Ради Радев, български философ (* 1931 г.)
- 26 януари
  - Клорис Лийчман, американска актриса (* 1926 г.)
  - Георги Ананиев, български политик (* 1950 г.)
- 27 януари – Адриан Кампос, испански автомобилен състезател (* 1960 г.)
- 28 януари
  - Фидел Беев, български бизнесмен и политик (* 1961 г.)
  - Паул Крутцен, нидерландски химик (* 1933 г.)
  - Сисъли Тайсън, американска актриса (* 1924 г.)

### Февруари
- 2 февруари – Мили Хюз-Фулфорд, американски астронавт (* 1945 г.)
- 5 февруари
  - Атанас Скатов, български алпинист (* 1978 г.)
  - Кристофър Плъмър, канадски актьор (* 1929 г.)
- 6 февруари - Замфир Думитреску, Румънски художник (* 1946 г.)
- 7 февруари – Джузепе Ротуно, италиански кинооператор (* 1923 г.)
- 8 февруари
  - Жан-Клод Кариер, френски сценарист и писател (* 1931 г.)
  - Гергана Кофарджиева, българска актриса (* 1932 г.)
  - Атанас Косев, български композитор (* 1934 г.)
- 9 февруари – Чък Кърия, американски пианист и композитор (* 1941 г.)
- 10 февруари – Лари Флинт, американски издател (* 1942 г.)
- 14 февруари – Карлос Менем, аржентински политик и президент (1989 – 1999) (* 1930 г.)
- 22 февруари – Лоурънс Ферлингети, американски поет, художник и книгоиздател (* 1919 г.)
- 24 февруари – Филип Жакоте, швейцарски писател и преводач (* 1925 г.)
- 28 февруари – Иван Терзиев, български режисьор (* 1934 г.)

### Март
- 12 март – Евгени Головински, български биохимик (* 1934 г.)
- 15 март
  - Константин Марков, български музикант и основател на Тангра (* 1949 г.)
  - Стефан Джамбазов, български журналист, сценарист, актьор и режисьор (* 1951 г.)
  - Христо Буцев, български журналист и преводач (* 1947 г.)
  - Яфет Кото, американски актьор (* 1939 г.)
- 17 март – Борис Роканов, български писател и поет (* 1961 г.)
- 18 март – Светлин Танчев, български учен и политик (* 1953 г.)
- 20 март – Питър Лоримър, шотландски футболист (* 1946 г.)
- 21 март – Адам Загаевски, полски писател (* 1945 г.)
- 22 март – Татяна Лолова, българска актриса (* 1934 г.)
- 23 март – Хана Хегерова, словашко-чешка певица и актриса (* 1931 г.)
- 25 март
  - Бертран Таверние, френски режисьор, сценарист, актьор и продуцент (* 1941 г.)
  - Бевърли Клиъри, американска детска писателка (* 1916 г.)
- 26 март – Тодор Николов, български геолог (* 1931 г.)
- 27 март – Петър Келнер, чешки предприемач (* 1964 г.)
- 31 март – Михаил Виденов, български езиковед (* 1940 г.)

### Април
- 1 април – Исаму Акасаки, японски физик (* 1929 г.)
- 2 април – Кирил Рашков, български престъпник (* 1942 г.)
- 4 април – Робърт Мъндел, канадски икономист (* 1932 г.)
- 6 април
  - Георги Коритаров, български журналист (* 1959 г.)
  - Иван Василев, български футболист (* 1939 г.)
- 9 април
  - Йоргос Караиваз, гръцки разследващ журналист (* 1968 г.)
  - Филип Маунтбатън, херцог на Единбург (* 1921 г.)
  - Ди Ем Екс, американски рапър (* 1970 г.)
- 10 април – Едуард Касиди, австралийски римокатолически кардинал, свещеник и дипломат (* 1924 г.)
- 12 април – Адриана Палюшева, българска актриса (* 1942 г.)
- 13 април – Мирослава Кортенска, театрален критик, културолог и медиен експерт (* 1953 г.)
- 15 април – Борислав Владиков, български писател, поет и драматург (* 1934 г.)
- 16 април – Хелън Маккрори, британска актриса (* 1968 г.)
- 19 април – Уолтър Мондейл, американски политик (* 1928 г.)
- 20 април – Идрис Деби, чадски политик и бивш президент на Чад (* 1952 г.)
- 22 април – Дора Бонева, българска художничка (* 1936 г.)
- 23 април – Милва, италианска певица и актриса (* 1939 г.)
- 25 април – Богдана Вулпе, българска актриса (* 1940 г.)
- 28 април – Майкъл Колинс, американски астронавт (* 1930 г.)
- 29 април – Райна Каблешкова, български историограф и етнолог (* 1948 г.)
- 30 април – Дончо Хрусанов, български юрист (* 1947 г.)

### Май
- 1 май – Олимпия Дукакис, американска актриса (носителка на „Оскар“ за „Лунатици“) (* 1931 г.)
- 6 май – Ваня Костова, българска певица (* 1957 г.)
- 8 май
  - Никола Колев, български генерал и политик (* 1951 г.)
  - Георги Димитров – Джеки, български футболист (* 1959 г.)
- 10 май – Иван Налбантов, български актьор и писател (* 1940 г.)
- 20 май – Васил Самарски, български политик и общественик (* 1969 г.)
- 23 май
  - Паулу Мендис да Роша, бразилски архитект (* 1928 г.)
  - Макс Моузли, британски автомобилист (* 1940 г.)
- 26 май – Тарчизио Бурнич, италиански футболист и треньор (* 1939 г.)
- 27 май – Лорина Камбурова, българска актриса (* 1991 г.)

### Юни
- 2 юни – Джеймс Пардю, американски дипломат (* 1944 г.)
- 4 юни
  - Фридерике Майрьокер, австрийска поетеса (* 1924 г.)
  - Рихард Ернст, швейцарски физикохимик (* 1933 г.)
- 6 юни
  - Резо Габриадзе, грузински сценарист и режисьор (* 1936 г.)
  - Еичи Негиши, японски химик (* 1935 г.)
- 9 юни
  - Готфрид Бьом, германски архитект и скулптор (* 1920 г.)
  - Едуард де Боно, малтийски психолог, философ и автор (* 1933 г.)
- 11 юни – Лусинда Райли, северноирландска писателка и актриса (* 1971? г.)
- 14 юни
  - Енрике Боланьос, бивш президент на Никарагуа (* 1928 г.)
  - Маркис Кидо, индонезийски бадминтонист (* 1984 г.)
- 15 юни – Владимир Шаталов, руски астронавт (* 1927 г.)
- 17 юни – Кенет Каунда, 1-ви президент на Замбия (* 1924 г.)
- 18 юни – Джампиеро Бониперти, италиански футболист (* 1928 г.)
- 20 юни – Луис дел Сол, испански футболист (* 1935 г.)
- 29 юни
  - Евгений Бакърджиев, български политик (* 1955 г.)
  - Делия Фиайо, кубинска писателка и сценаристка (* 1924 г.)
  - Доналд Ръмсфелд, американски политик (* 1932 г.)
  - Ростислав Йовчев, български пианист и педагог (* 1961 г.)
  - Джон Лоутън, английски музикант и вокалист (* 1946 г.)

### Юли
- 2 юли – Николай Сличенко, руски певец, актьор и режисьор (* 1934 г.)[8]
- 5 юли – Ричард Донър, американски режисьор и продуцент (* 1930 г.)[9]
- 7 юли – Карлос Ройтеман, аржентински пилот от Формула 1 (* 1942 г.)[10]
- 12 юли – Пол Орндорф, американски кечист (* 1949 г.)[11]
- 14 юли – Стайка Гьокова, българска народна певица (* 1930 г.)[12]
- 15 юли – Пьотър Мамонов, руски актьор и музикант (* 1951 г.)[13]
- 16 юли
  - Кирил Войнов, български генерал (* 1950 г.)[14]
  - Венета Зюмбюлева, българска театрална и озвучаваща актриса (* 1946 г.)[15]
- 20 юли – Ивайло Балабанов, български поет (* 1945 г.)[16]
- 22 юли – Владимир Живков, български политик и син на Тодор Живков (* 1952 г.)[17]
- 23 юли
  - Стивън Уайнбърг, американски физик (* 1933 г.)[18]
  - Тошихиде Маскава, японски физик (* 1940 г.)[19]
- 26 юли
  - Алберт Бандура, канадски психолог (* 1925 г.)[20]
  - Джоуи Джордисън, американски барабанист, член на Slipknot (* 1975 г.)[21]
- 27 юли – Мо Хейдър, британска писателка (* 1962 г.)[22]

### Август
- 1 август – Лиляна Стефанова, българска писателка и поетеса (* 1929 г.)[23]
- 4 август – Греъм Макрей, новозеландски автомобилен състезател (* 1940 г.)[24]
- 6 август – Радосвет Радев, български журналист и бизнесмен (* 1960 г.)[25]
- 15 август – Герд Мюлер, германски футболист (* 1945 г.)[26]
- 23 август
  - Виолета Бахчеванова, българска актриса (* 1935 г.)[27]
  - Жан-Люк Нанси, френски философ (* 1940 г.)[28]
- 24 август – Чарли Уотс, британски рок музикант, член на „Ролинг Стоунс“ (* 1941 г.)[29]
- 25 август – Метин Чекмез, турски актьор (* 1945 г.)[30]
- 27 август – Едмънд Фишър, швейцарски биохимик (* 1920 г.)[31]
- 29 август
  - Едуард Аснър, американски актьор (* 1929 г.)[32]
  - Жак Рох, белгийски хирург и спортен функционер (* 1942 г.)[33]

### Септември
- 2 септември
  - Микис Теодоракис, гръцки композитор (* 1925 г.)[34]
  - Теодор Мусев, български пианист (* 1938 г.)[35]
- 4 септември – Ангел Генов, български актьор (* 1978 г.)[36]
- 5 септември
  - Господин Тонев, български преподавател и преводач (* 1955 г.)[37]
  - Сара Хардинг, английска поп певица (* 1981 г.)[38]
  - Йон Карамитру, румънски актьор и политик (* 1942 г.)
- 6 септември
  - Борислав Дионисиев, български бизнесмен (* 1947 г.)[39]
  - Жан-Пол Белмондо, френски актьор (* 1933 г.)[40]
- 8 септември – Марин Бодаков, български поет и журналист (* 1971 г.)[41]
- 11 септември – Абимаел Гусман, перуански комунист (* 1934 г.)[42]
- 13 септември – Антъни Хюиш, британски астроном (* 1924 г.)[43]
- 17 септември – Абделазиз Бутефлика, алжирски президент (1999 – 2019) (* 1937 г.)[44]
- 19 септември – Джими Грийвс, английски футболист (* 1940 г.)[45]
- 21 септември – Олга Борисова, българска народна певица (* 1941 г.)[46]
- 22 септември
  - Неделчо Михайлов, български журналист и телевизионен водещ (* 1965 г.)[47]
  - Уили Гарсън, американски актьор (* 1964 г.)[48]
- 25 септември – Христо Ганев, български сценарист и режисьор (* 1924 г.)[49]
- 26 септември – Ангел, български поп-фолк певец (* 1985 г.)[50]
- 27 септември – Радко Поптодоров, български богослов (* 1924 г.)[51]

### Октомври
- 2 октомври – Борис Парашкевов, български езиковед (* 1938 г.)[52]
- 5 октомври – Георги (Джони) Пенков, български актьор (* 1933 г.)[53]
- 9 октомври – Аболхасан Банисадр, ирански политик (* 1933 г.)[54]
- 10 октомври – Абдул Кадир Хан, пакистански ядрен физик и металург (* 1936 г.)[55]
- 12 октомври – Филип Седефчев, български художник (* 1935 г.)[56]
- 17 октомври – Михалис Гарудис, българо-гръцки художник (* 1940 г.)[57]
- 18 октомври – Колин Пауъл, американски военен и политик (* 1937 г.)[58]
- 21 октомври – Владимир Каролев, български икономист и финансист (* 1961 г.)[59]
- 24 октомври – Денис Теофиков, български поп-фолк певец (* 2000 г.)[60]
- 25 октомври
  - Александър Шаламанов, български футболист (* 1941 г.)[61]
  - Фотини Генимата, гръцки политик (* 1964 г.)[62]
- 26 октомври – Уолтър Смит, английски футболист (* 1948 г.)[63]
- 30 октомври
  - Бернардо Тенгариня, португалски футболист (* 1989 г.)[64]
  - Сергей Комитски, български режисьор, писател и драматург (* 1953 г.)[65]

### Ноември
- 1 ноември
  - Венцислав Такев, български цигулар (* 1945 г.)[66]
  - Аарън Бек, американски психолог и психиатър (* 1921 г.)[67][68]
- 5 ноември – Марилия Мендонса, бразилска певица и автор на песни (* 1995 г.)[69]
- 6 ноември
  - Емил Урумов, български футболист (* 1984 г.)[70]
  - Маринко Роквич, сръбски певец и музикант от Босна и Херцеговина (* 1954 г.)[71]
- 7 ноември – Георги Златков, български футболист (* 1941 г.)[72]
- 9 ноември – Светозар Донев, български драматичен и оперен режисьор и преподавател (* 1933 г.)[73]
- 11 ноември – Фредерик де Клерк, южноафрикански политик и носител на Нобелова награда за мир (* 1936 г.)[74]
- 13 ноември
  - Иво Георгиев, български футболист (* 1972 г.)[75]
  - Уилбър Смит, замбийски и южноафрикански писател (* 1933 г.)[76]
- 14/15 ноември – Ласло З. Бито, унгарски физиолог и писател (* 1934 г.)
- 20 ноември – Нора Ананиева, български политик (* 1938 г.)[77]
- 27 ноември
  - Алмудена Грандес, испанска писателка (* 1960 г.)[78]
  - Апетор, норвежка интернет знаменитост (* 1964)
- 28 ноември – Франк Уилямс, английски бизнесмен (* 1942 г.)[79]
- 30 ноември – Рей Кенеди, английски футболист (* 1951 г.)[80]

### Декември
- 1 декември – Надя Савова, българска актриса (* 1936 г.)[81]
- 3 декември – Хорст Екел, германски футболист (* 1932 г.)[82]
- 5 декември – Боб Доул, американски политик (* 1923 г.)[83]
- 9 декември – Лина Вертмюлер, италианска режисьорка (* 1928 г.)[84]
- 11 декември
  - Мария Чичикова, българска археоложка (* 1925 г.)[85]
  - Ан Райс, американска писателка (* 1941 г.)[86]
- 18 декември
  - Ричард Роджърс, английски архитект (* 1933 г.)[87]
  - Енцо Гузман, малтийски певец и композитор (* 1937 г.)
- 19 декември – Робърт Гръбс, американски химик (* 1942 г.)[88]
- 23 декември – Емил Янев, български диригент (* 1932 г.)[89]
- 26 декември
  - Дезмънд Туту, южноафрикански духовник и Нобелов лауреат (* 1931 г.)[90]
  - Каролос Папуляс, гръцки политик и юрист (* 1929 г.)[91]
  - Едуард Уилсън, американски биолог и теоретик (* 1929 г.)[92]
- 31 декември
  - Бети Уайт, американска актриса (* 1922 г.)[93]
  - Михаил Симеонов, български скулптор (* 1929 г.)[94]

## Нобелови лауреати
- Икономика – Джошуа Ангрист, Гуидо Имбенс и Дейвид Кард
- Литература – Абдулразак Гурна
- Медицина – Дейвид Джулиъс и Ардем Патапутян
- Мир – Мария Реса и Дмитрий Муратов
- Физика – Сюкуро Манабе, Клаус Хаселман и Джорджо Паризи
- Химия – Бенямин Лист и Дейвид Макмилън